# جوئل اس. رایس
جوئل اس. رایس (انگلیسی: Joel S. Rice) تهیه‌کننده فیلم و تهیه‌کننده تلویزیونی است.
از فیلم‌ها یا مجموعه‌های تلویزیونی که وی در آن‌ها نقش داشته است، می‌توان به کارآگاه خوش‌خوراک و توت اشاره نمود.